# Pterocheilus decorus
Pterocheilus decorus är en stekelart som beskrevs av Cresson 1879. Pterocheilus decorus ingår i släktet palpgetingar, och familjen Eumenidae. Utöver nominatformen finns också underarten P. d. leucotaenius.